# تالار مشاهیر دبلیودبلیوئی
تالار مشاهیر دبلیودبلیوای (به انگلیسی: WWE Hall of Fame) یک تالار افتخار برای شخصیت‌های کشتی حرفه‌ای دبلیو دبلیو ای است. این کار رسماً در ۱ فوریه ۱۹۹۳ در برنامه تلویزیونی دبلیو دبلیو اف شکل گرفت. در این تاریخ، فقط آندره د جاینت که ۵ روز پیش از آن فوت شده‌بود، وارد این لیست شد. مرگ او انگیزه‌ای برای ایجاد تالار مشاهیر بود. در سال‌های ۱۹۹۴ و ۱۹۹۵ این مراسم هم‌زمان با پی پی وی سالیانه «پادشاه رینگ» انجام شد. در ۱۹۹۶ این مراسم هم‌ زمان با پی پی وی «سروایور سیریز» انجام شد و بعد از آن مراسم تالار مشاهیر دچار وقفه شد.
در سال ۲۰۰۴، دبلیو دبلیو ای مراسم تالار شهرت را هم‌زمان با رسلمینیای ۲۰ ترتیب داد. این مراسم هم مانند مراسم قبلی از طریق تلویزیون پخش نشد. اما در ۱ ژوئن ۲۰۰۴ دی وی دی آن عرضه شد. از سال ۲۰۰۵، کمپانی اواخر مراسم را از تلویزیون اسپایک (۲۰۰۵) و شبکه USA (2006-2024) با تأخیر پخش کرد. مراسم تالار مشاهیر سال ۲۰۰۸ به‌طور زنده از شبکه USA پخش شد. از سال ۲۰۰۵ این مراسم در بسته دی وی دی رسلمینیای همان سال عرضه میشد.
اگرچه هیچ ساختمانی برای نمایش تالار مشاهیر ساخته نشده، کمپانی به‌دنبال ساختمانی برای این کار هست. در سال ۲۰۰۸، شین مک من اعلام کرد کمپانی سال‌ها در حال جمع‌آوری خاطرات کشتی کج در یک ساختمان است. جایی که همه اشیا دسته‌بندی شده‌اند تا ساختمان اصلی ساخته شود. بعضی کشتی گیران از تالار مشاهیر انتقاد می‌کنند و دعوت به پذریش در آن را رد می‌کنند. برونو سامارتینو که رکورد دار طولانی‌ترین قهرمانی دبلیو دبلیو ای است، بارها پذیرش در این تالار را رد کرده.
تا ۲۰۱۳، در کل ۱۱۳ عضو در تالار وجود داشت: ۹۰ عضو انفرادی، ۶ تگ تیم، ۱ تیم ثابت و یک خانواده کشتی‌گیر. و از امسال ( ۲۰۲۵ ) بخش تازه ای به نام ایمورتال مومنت هم اضافه شده.
لازم به ذکره بعد از اینکه شو های دبلیو دبلیو ای از طریق فاکس و USA برای راو و اسمکداون پخش میشد. که طی قراردادی توسط تریپل اچ و تی کی او هم اکنون شو های دبلیو دبلیو ای از سال 2025 طریق نت فلیکس پخش میشود.

## پذیرفته شده‌ها

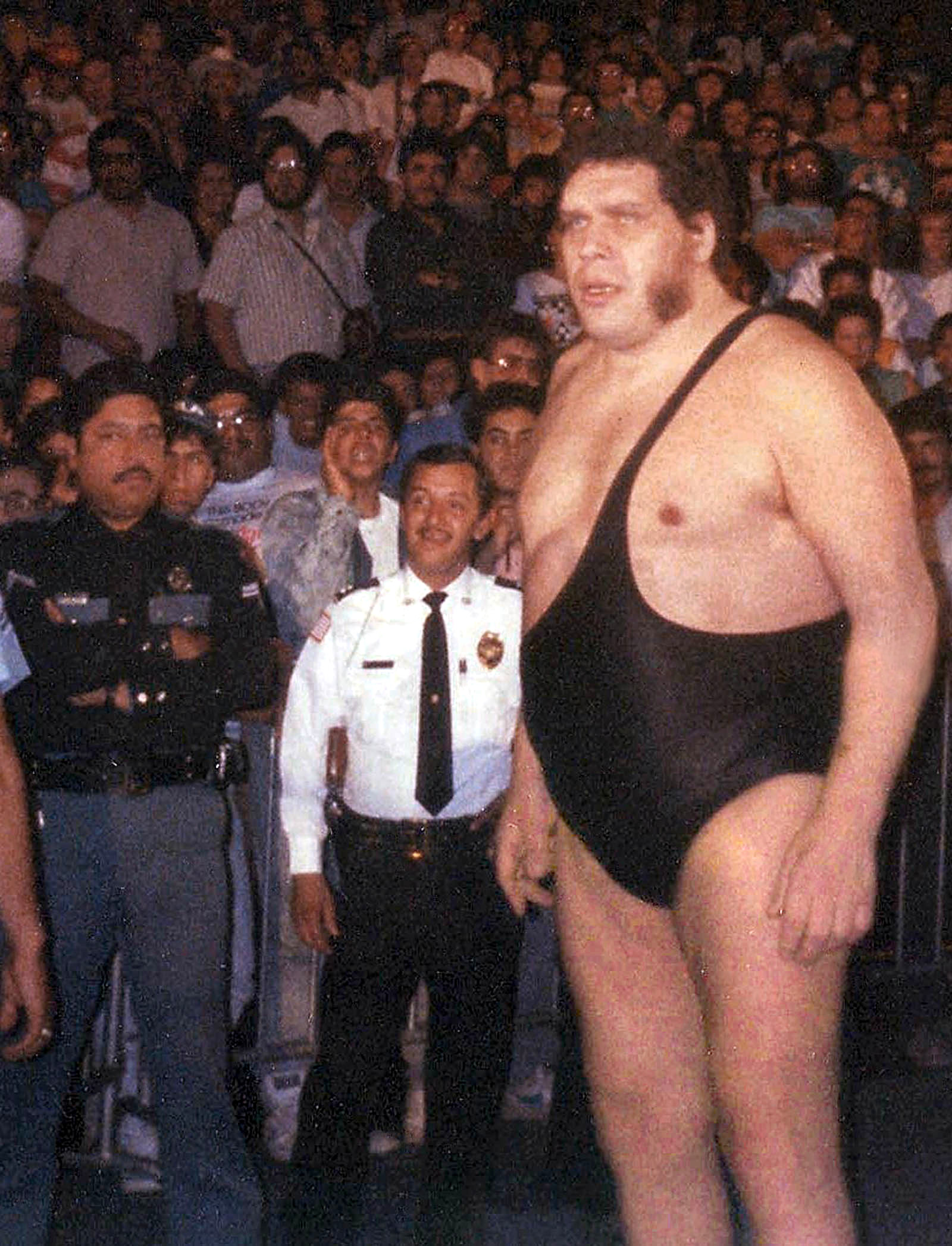
آندره د جاینت اولین پذیرفته شده تالار شهرت

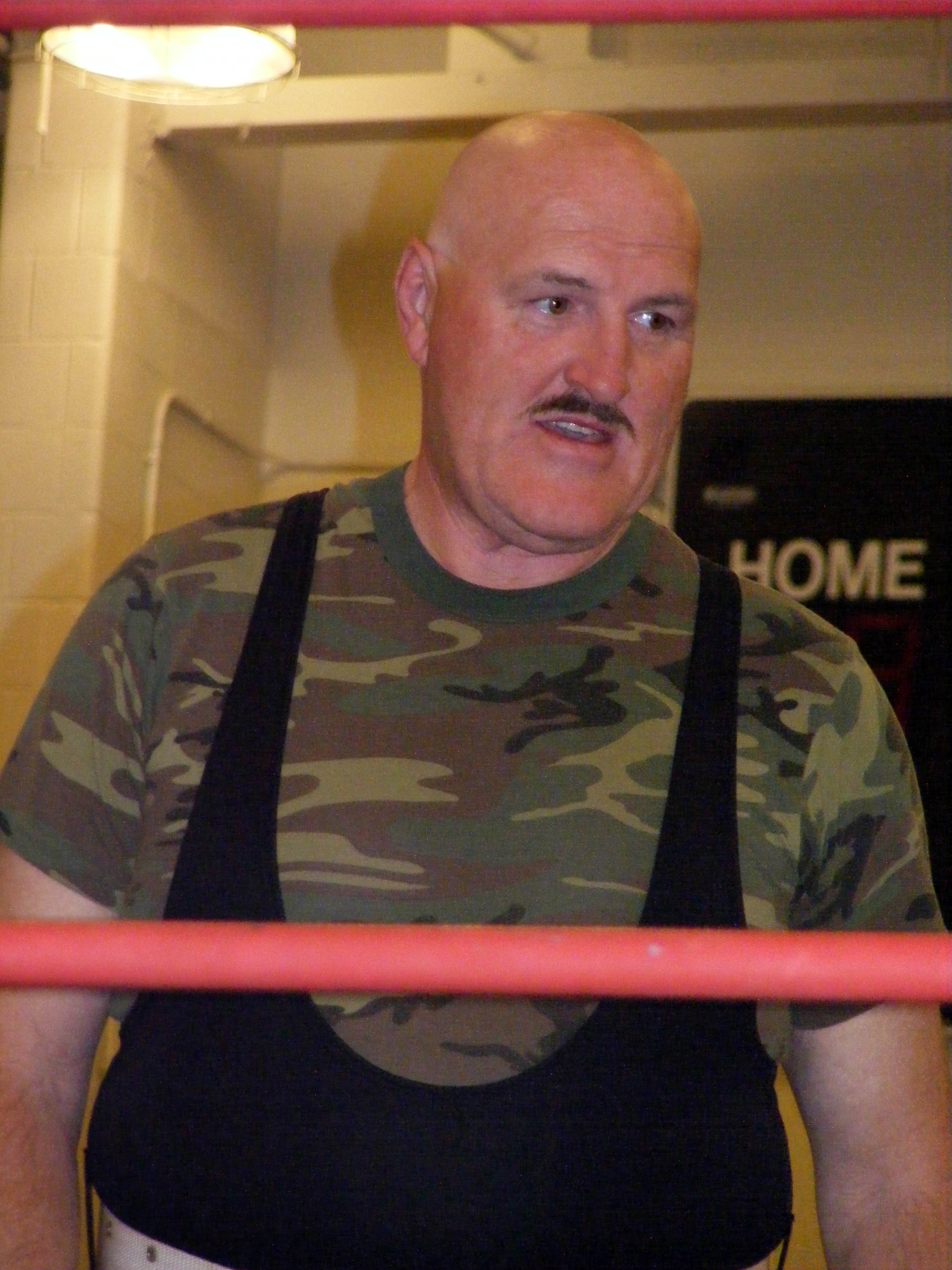
اسلایتر، معرفی شده سال ۲۰۰۴.

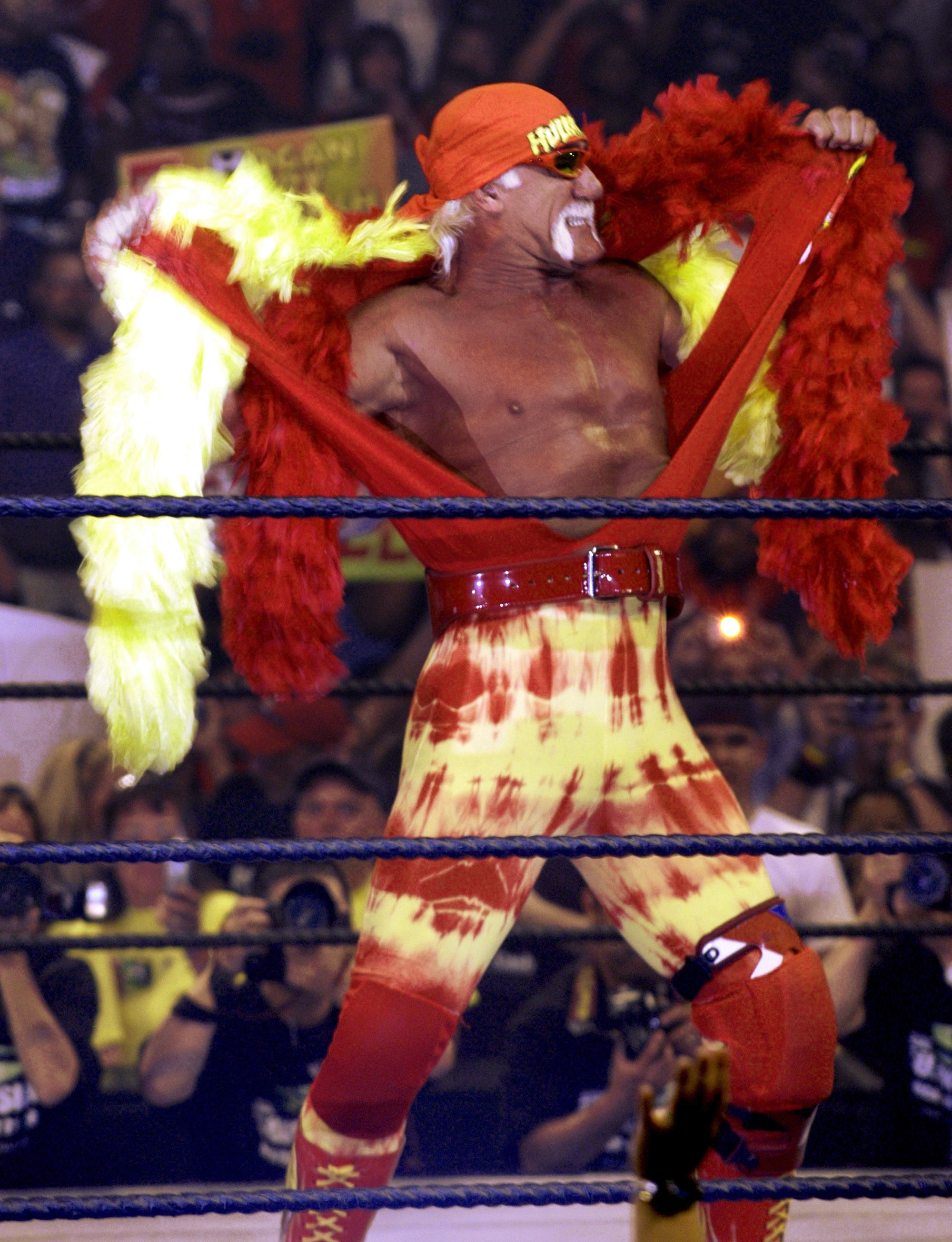
هالک هوگان، معرفی شده سال ۲۰۰۵.

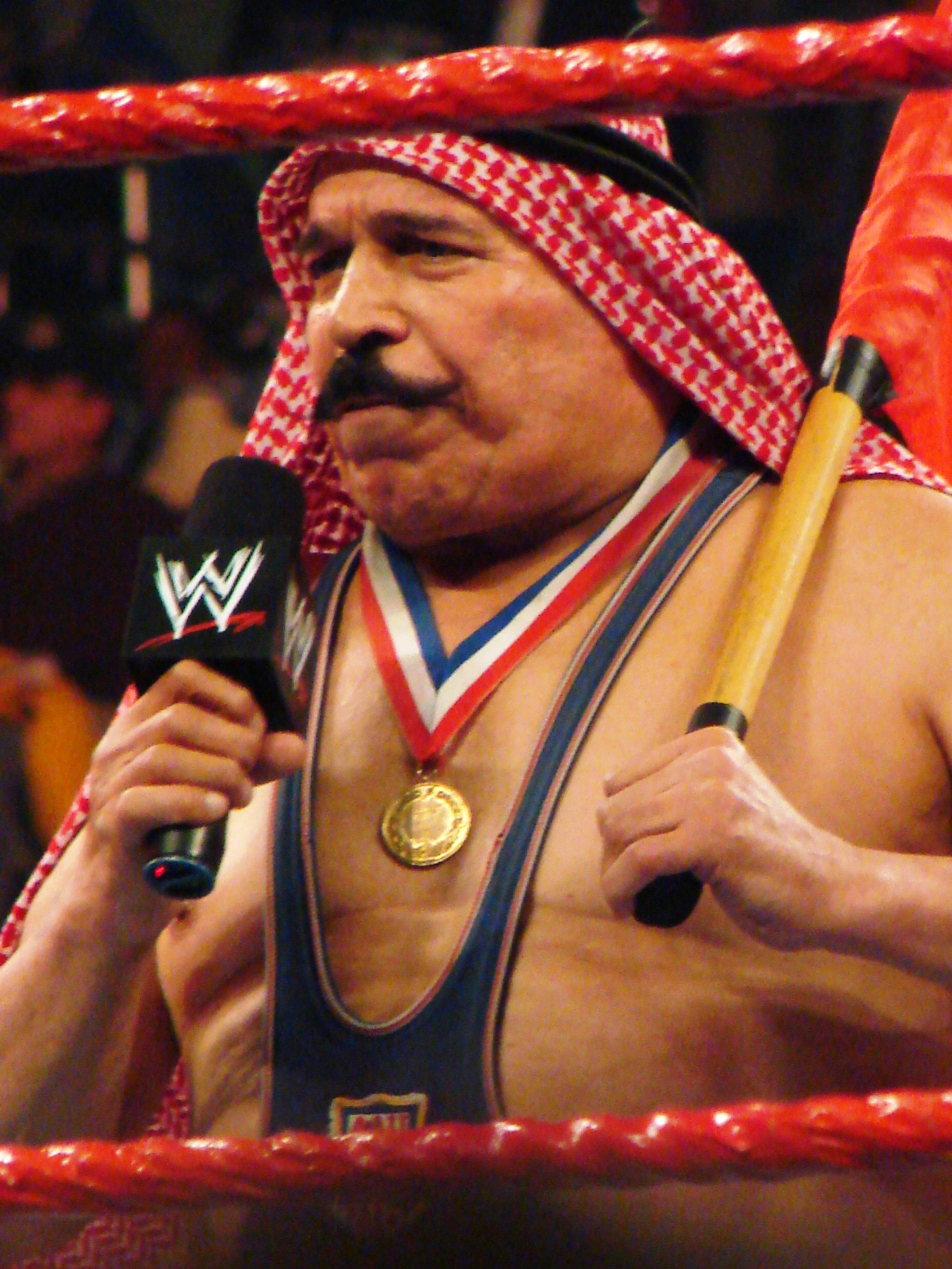
آیرون شیخ، معرفی شده سال ۲۰۰۵.

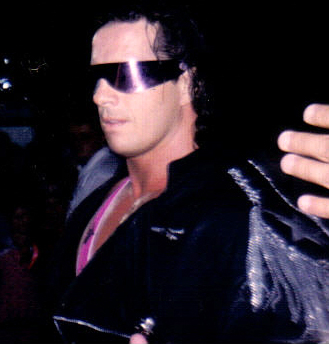
برت هارت، معرفی شده سال ۲۰۰۶.

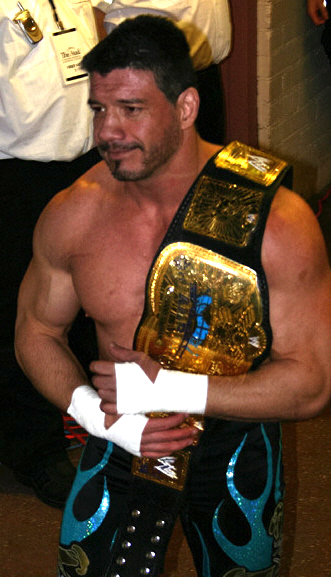
ادی گررو، معرفی شده سال ۲۰۰۶.

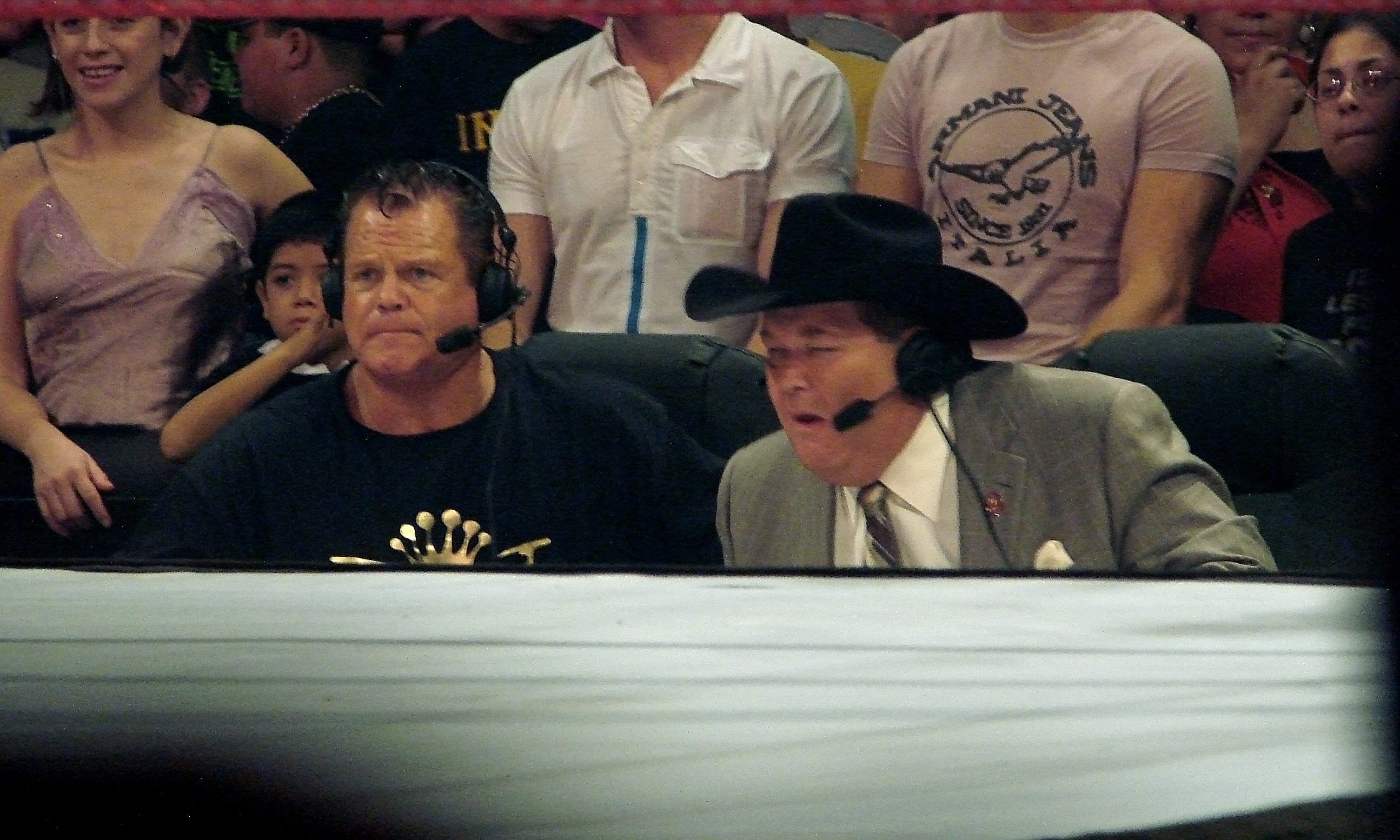
جری لاولر (چپ) و جیم راس (راست) معرفی شده بطور جداگانه در سال ۲۰۰۷.

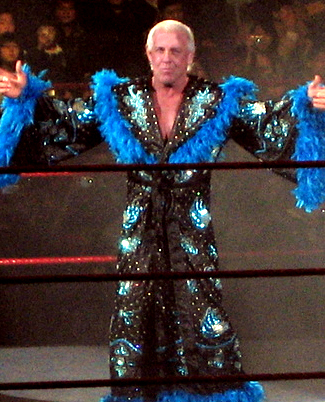
ریک فلر، تنها پذیرفته شده در دوبار. در سال ۲۰۰۸ انفرادی و در سال ۲۰۱۲ عضوی از "چهار سوارکار"

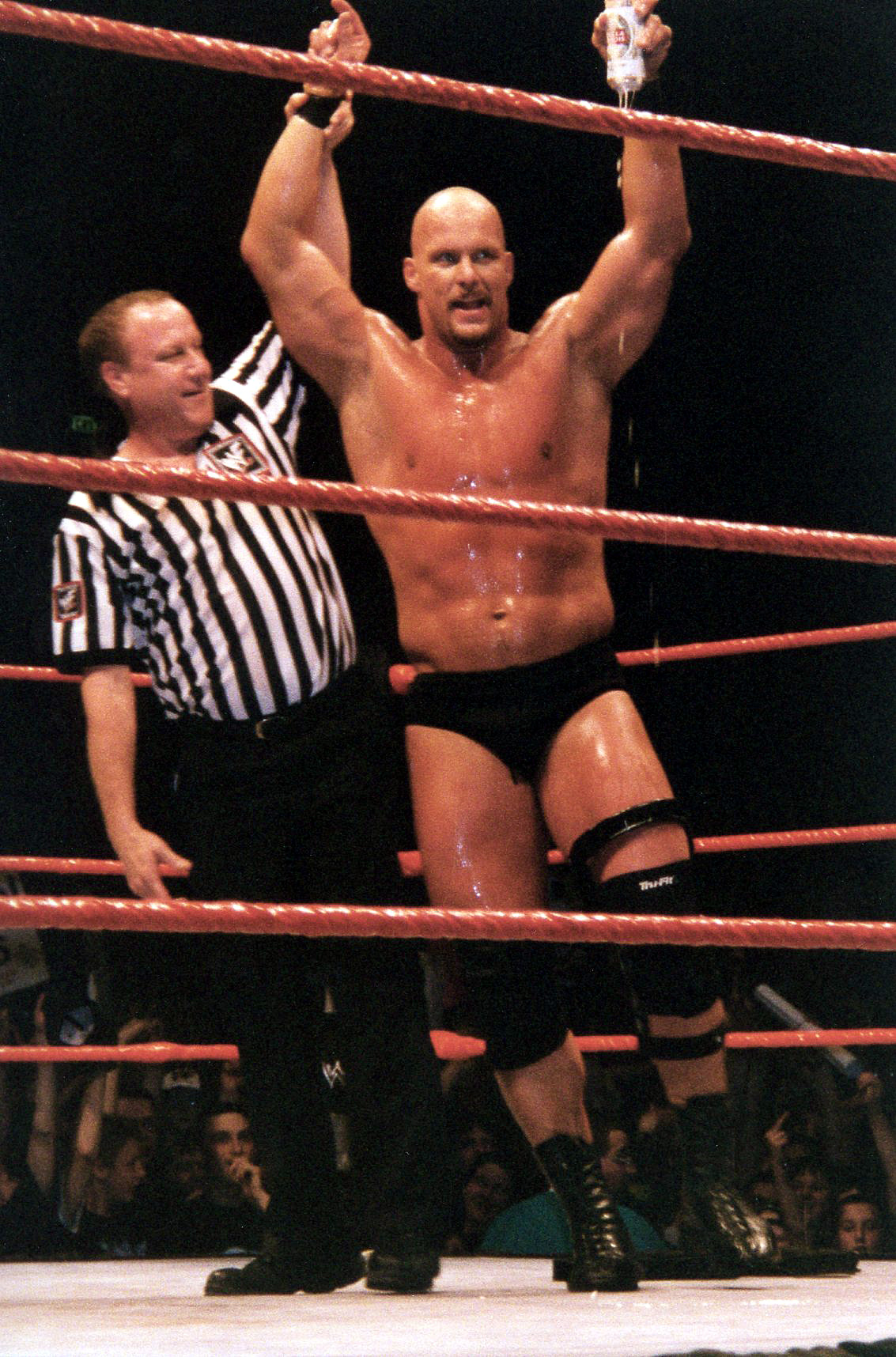
استون کلد، معرفی شده در سال ۲۰۰۹.

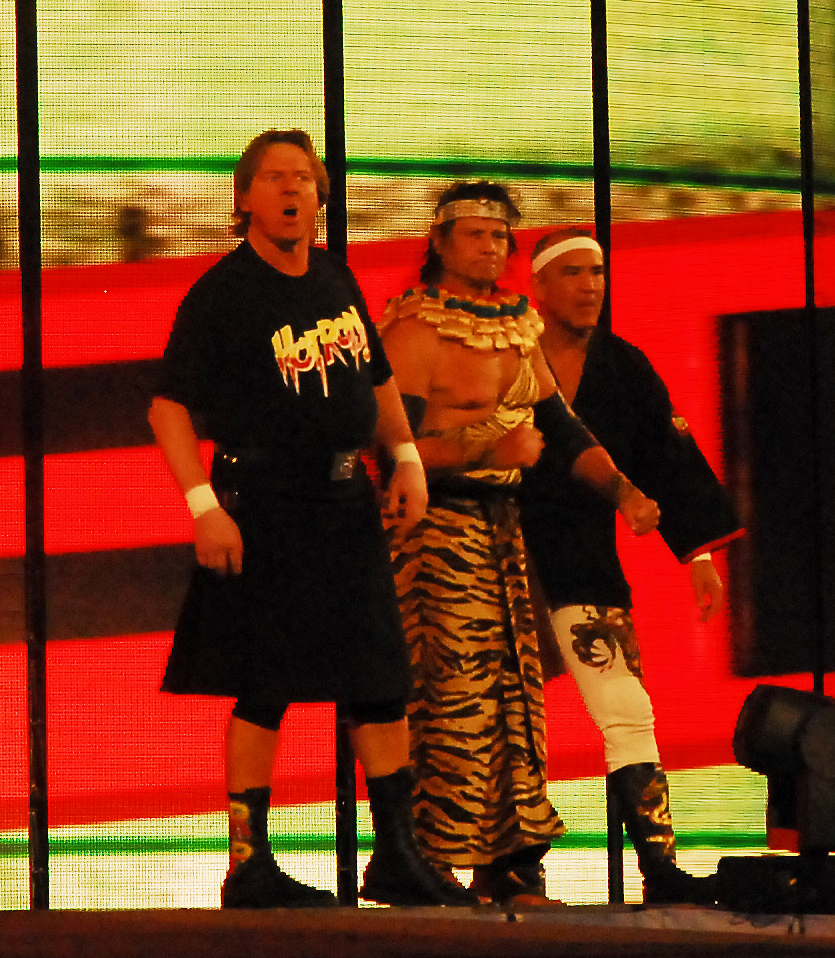
چپ به راست: رودی پایپر (عضو سال ۲۰۰۵) جیمی اسنوکا (عضو سال ۱۹۹۶) و ریکی استیمبوت (عضو سال ۲۰۰۹)

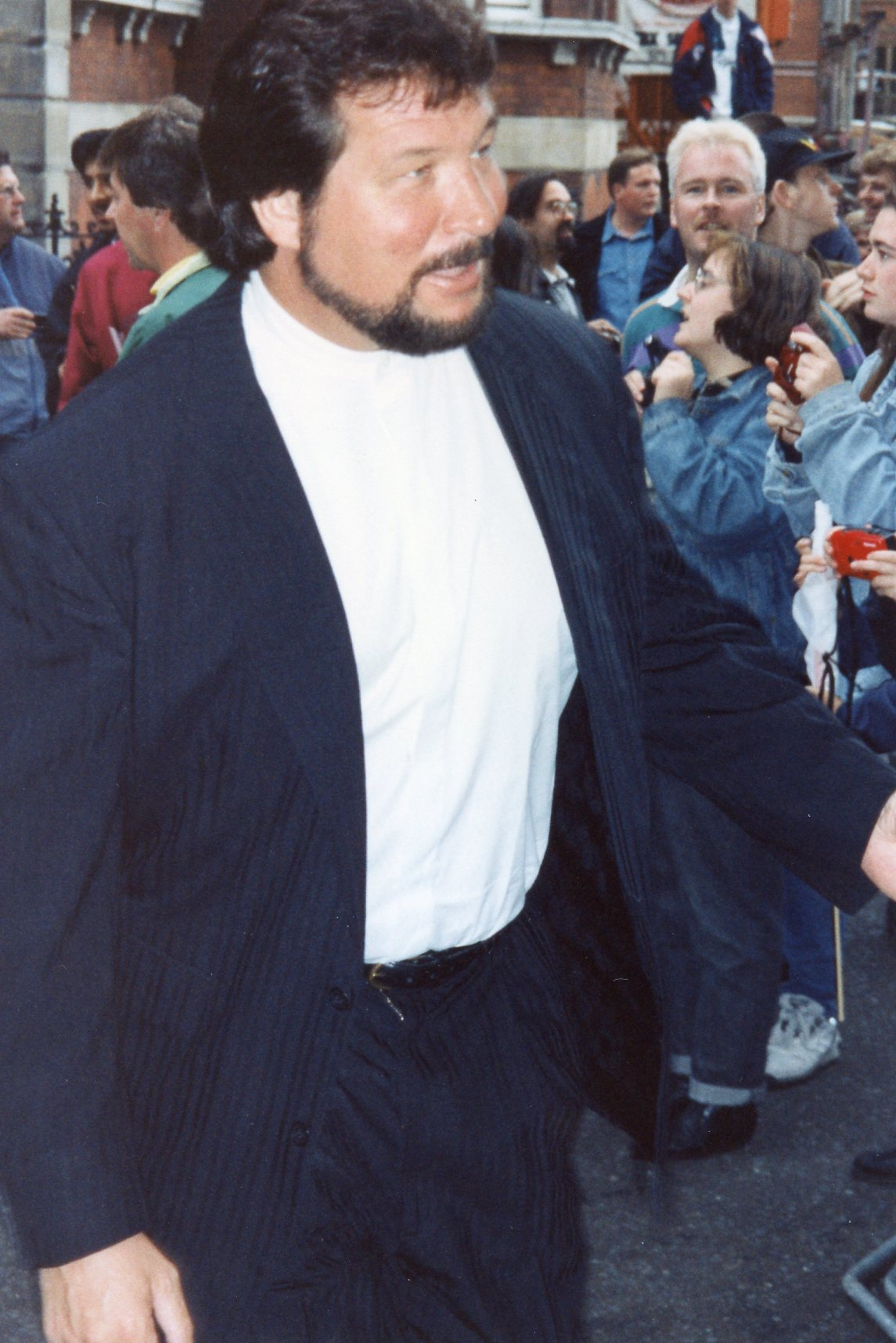
"مرد میلیون دلاری" تد دیبیاسی معرفی شده در سال ۲۰۱۲.

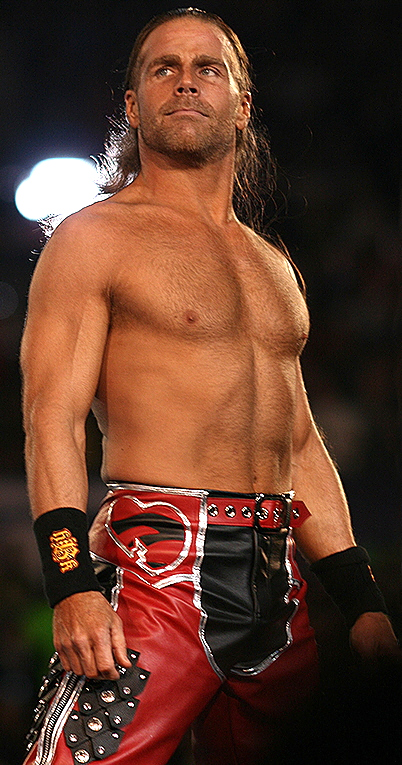
شاون مایکلز، معرفی شده در سال ۲۰۱۱.

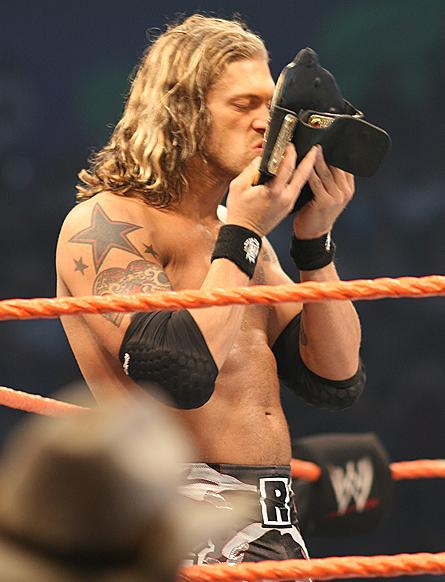
ادج، معرفی شده در سال ۲۰۱۲.

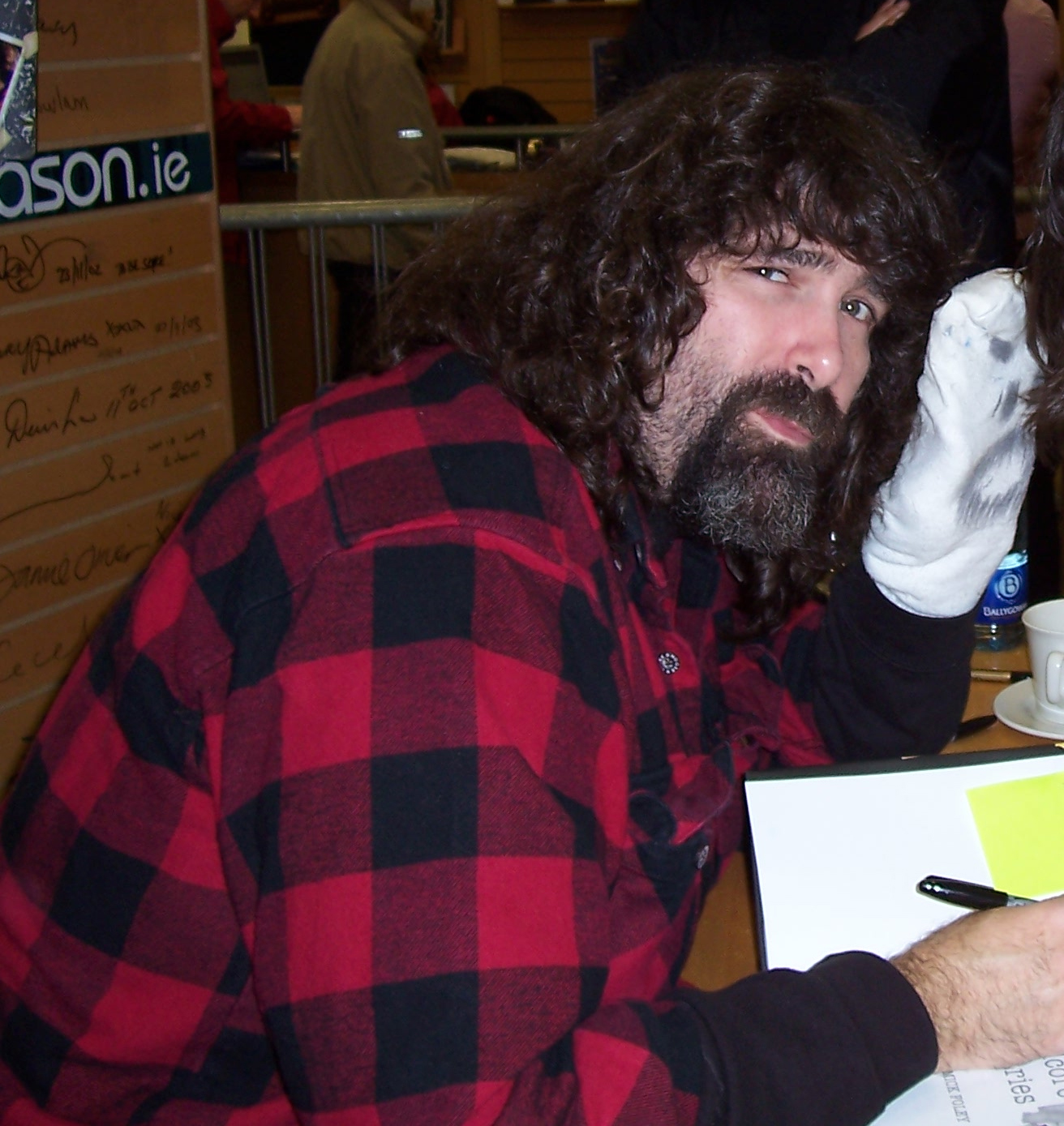
میک فولی، معرفی شده در سال ۲۰۱۲.

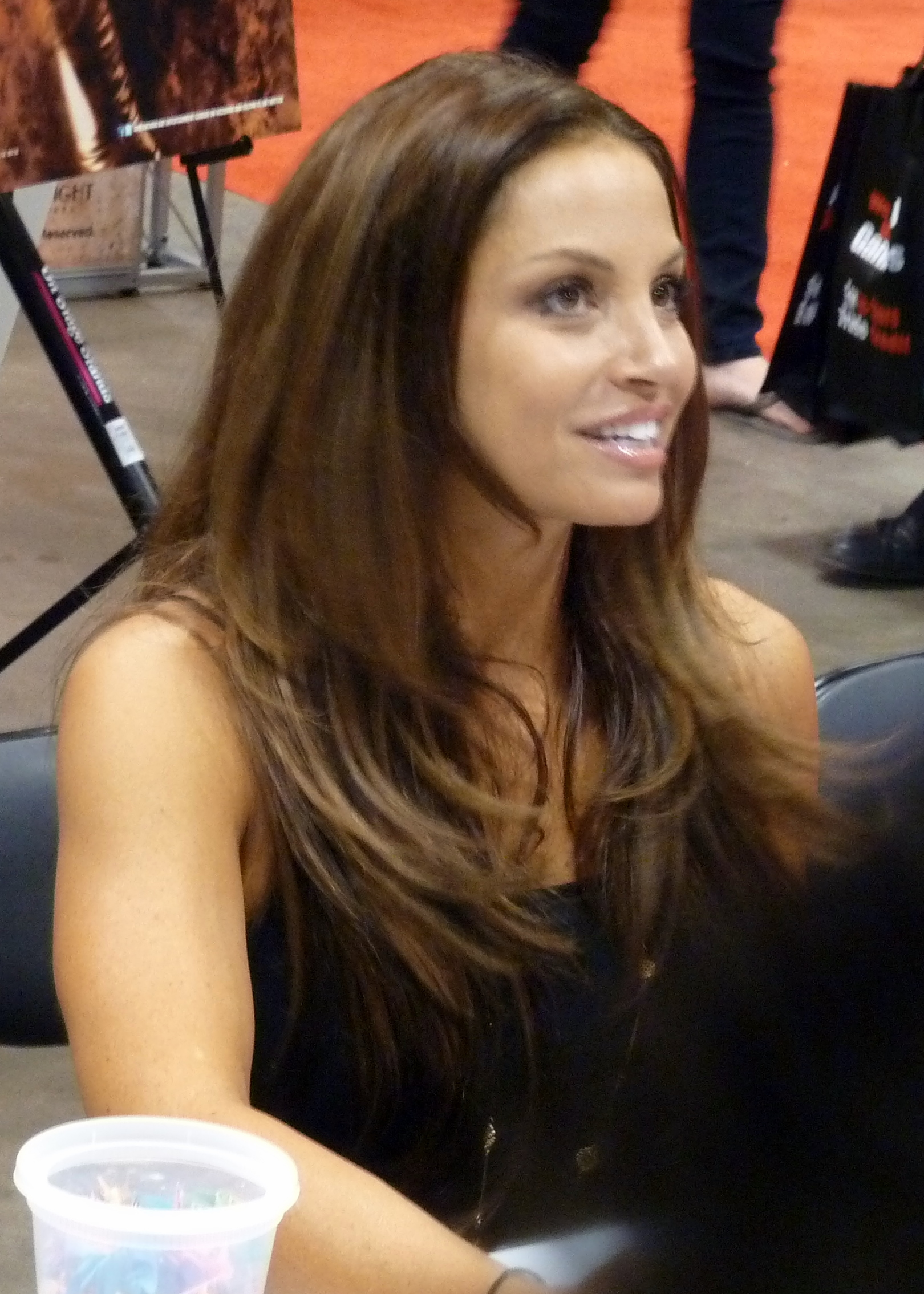
تریش استراتوس، معرفی شده در سال ۲۰۱۳.

### انفرادی
| سال   | نام در رینگ                   | معرفی شده توسط                   | افتخارات/توضیحات |
| ----- | ----------------------------- | -------------------------------- | --- |
| ۱۹۹۳  | آندره د جاینت                 | هیچ‌کس                            | معرفی شده بعد از مرگ. یک بار قهرمان دبلیو دبلیو اف. |
| ۱۹۹۴  | آرنولد اسکالند                | شین مک من                        | یک بار قهرمان تگ تیم. مدیری طولانی در دبلیو دبلیو اف. |
| ۱۹۹۴  | بوبو برزیل                    | ارنی لید                         | چهار بار قهرمان آمریکا. یک بار قهرمان سنگین وزن ان دبلیو ای. |
| ۱۹۹۴  | "نیچر بوی" بادی راجرز         | برت هارت                         | معرفی شده بعد از مرگ. یک بار قهرمان سنگین وزن ان دبلیو ای. اولین قهرمان سنگین وزن دبلیو دبلیو اف. |
| ۱۹۹۴  | شیف جی استرانگبو              | تاتانکا                          | چهار بار قهرمان تگ تیم |
| ۱۹۹۴  | "کلسی" فردی بلسی              | رجیس فیلبین                      | بدست آوردن بیش از ۳۰ قهرمانی محلی ان دبلیو ای. مدیری طولانی در دبلیو دبلیو اف |
| ۱۹۹۴  | گلوریا مونسون                 | جیم راس                          | دوبار قهرمان تگ تیم. معرفی‌کننده و مدیر نمایشی سابق دبلیو دبلیو اف |
| ۱۹۹۴  | جیمز دادلی                    | وینس مک من                       | اولین آفریقایی آمریکایی که به مسابقات مهم در آمریکا رسید. |
| ۱۹۹۵  | آنتونیو روکا                  | کوین نش                          | معرفی شده بعد از مرگ. یک بار قهرمان سنگین وزن دبلیو دبلیو اف. پیشگام در کشتی آکروبایتک |
| ۱۹۹۵  | بیگ کت ارنی لید               | بوبو برزیل                       | عضو تالار شهرت دبلیو سی دبلیو. برنده عناوین مختلف محلی ان دبلیو ای. |
| ۱۹۹۵  | جورج "ذ انیمال" استیل         | دواینک ذ کلاون                   | او جزء اولین کشتی گیران منفور بود. |
| ۱۹۹۵  | ایوان پاتسکی                  | اسکات پاتسکی                     | یک بار قهرمان تگ تیم |
| ۱۹۹۵  | فابولوس مولاه                 | آلوندرا بلیز                     | سه بار (و اولین) قهرمان زنان |
| ۱۹۹۵  | گرند ویزرد                    | اسلاتر                           | معرفی شده بعد از مرگ. مدیری طولانی و منفور در دبلیو دبلیو اف |
| ۱۹۹۵  | پدرو مورالس                   | گلوریا مونسون                    | یک بار قهرمان سنگین وزن به مدت سه سال. اولین قهرمان تاج سه‌گانه. اولین فرد لاتین که قهرمان جهان شد. |
| ۱۹۹۶  | "برون" مایکل شیکلونا          | گلوریا مونسون                    | یک بار قهرمان تگ تیم. یک بار قهرمان تگ تیم آمریکا. |
| ۱۹۹۶  | "کپتین" لو آلبانو             | جو فرانکلین                      | یک بار قهرمان تگ تیم آمریکا. مدیریت ۱۵ تیم. مدیریت ۴ کشتی‌گیر. |
| ۱۹۹۶  | جیمی "سوپرفلای" اسنوکا        | دان موراکو                       | یک بار قهرمان سنگین وزن ان دبلیو ای. دو بار قهرمان تگ تیم ان دبلیو ای. دوبار قهرمان سنگین وزن ای سی دبلیو. |
| ۱۹۹۶  | جانی رودز                     | آرنولد اسکالند                   | برای نزدیک به دو دهه فعالیت در دبلیو دبلیو اف. |
| ۱۹۹۶  | کیلر کوالسکی                  | تریپل اچ                         | یک بار قهرمان تگ تیم. بدست آوردن ۱۷ قهرمانی محلی ان دبلیو ای. |
| ۱۹۹۶  | پت پترسون                     | برت هارت                         | یک بار (و اولین) قهرمانی بین قاره‌ای. یک بار قهرمان تگ تیم. کسب ۲۰ قهرمانی محلی ان دبلیو ای. ابداع گر مسابقه رویال رامبل                                                                                        |
| ۱۹۹۶  | وینسنت جی. مک من              | شین مک من                        | معرفی شده بعد از مرگ. بنیان‌گذار دبلیو دبلیو اف. |
| ۲۰۰۴  | بیگ جان استاد                 | بیگ شو                           | معرفی شده بعد از مرگ. یک بار قهرمان تگ تیم. برنده رویال رامبل ۱۹۸۹. |
| ۲۰۰۴  | دان موراکو                    | میک فولی                         | دو بار قهرمان بین قاره‌ای. اولین برنده مسابقات "پادشاه رینگ" |
| ۲۰۰۴  | گرگ "د همر" ولنتاین           | جیمی هارت                        | دو بار قهرمان سنگین وزن آمریکا. چهار بار قهرمان تگ تیم. یک بار قهرمان بین قاره‌ای. یک بار قهرمان تگ تیم دبلیو دبلیو اف.                                                                                         |
| ۲۰۰۴  | هارلی ریس                     | ریک فلر                          | 8 بار قهرمان سنگین وزن ان دبلیو ای. یک بار (و اولین) قهرمان سنگین وزن آمریکا ان دبلیو ای. سه بار قهرمان تگ تیم. برنده "پادشاه رینگ" ۱۹۸۶                                                                       |
| ۲۰۰۴  | جسی "ذ بادی" ونچورا           | تایرل جانوس                      | یک بار قهرمان تگ تیم. مفسر سابق دبلیو دبلیو اف و ای سی دبلیو. |
| ۲۰۰۴  | جانکیارد داگ                  | ارنی لید                         | معرفی شده بعد از مرگ. کسب ۱۵ قهرمانی در یو دبلیو اف. |
| ۲۰۰۴  | اسلاتر                        | پت پترسون                        | یک بار قهرمان دبلیو دبلیو اف. دوبار قهرمان تگ تیم امریکا |
| ۲۰۰۴  | "سوپراستار" بیل گراهام        | تریپل اچ                         | یک بار قهرمان سنگین وزن |
| ۲۰۰۴  | تیتو سانتانا                  | شاون مایکلز                      | دوبار قهرمان بین قاره‌ای. دوبار قهرمان تگ تیم. |
| ۲۰۰۴  | بابی "ذ برین" هینان           | بلک جک لانزا                     | مفسر سابق. مدیری طولانی در ای دبلیو ای، دبلیو دبلیو اف و ای سی دبلیو. |
| ۲۰۰۴  | 7یت رز                        | کین                              | عضوی از خارج از کشتی. ظاهر شده در رسلمینیای ۱۴، ۱۵ و سال ۲۰۰۰ |
| ۲۰۰۵  | هالک هوگن                     | سیلوستر استالونه                 | 6بار قهرمان دبلیو دبلیواف/ای. ۶بار قهرمان سنگین وزن دبلیو سی دبلیو. یک بار قهرمان تگ تیم. دوبار برنده رویال رامبل (۱۹۹۰ و ۱۹۹۱)                                                                                |
| ۲۰۰۵  | "رودی" رودی پایپر             | ریک فلر                          | یک بار قهرمان بین قاره‌ای. ۳بار قهرمان سنگین وزن آمریکا. مجری برنامه "پایپز پیت" |
| ۲۰۰۵  | "کاوبوی" باب اورتون           | رندی اورتون                      | کسب عناوین مختلف محلی ان دبلیو ای |
| ۲۰۰۵  | جیمی هارت                     | جری لاولر                        | مدیری طولانی در دبلیو دبلیو اف و دبلیو سی دبلیو |
| ۲۰۰۵  | "مستر واندرفول" پاول اورندورف | بابی هینان                       | 4بار قهرمان سنگین وزن ان دبلیو ای. دوبار قهرمان تگ تیم دبلیو سی دبلیو |
| ۲۰۰۵  | نیکولای ولکوف                 | جیم راس                          | سه بار قهرمان تگ تیم. یا بار قهرمان تگ تیم دبلیو دبلیو اف |
| ۲۰۰۵  | آیرون شیخ                     | اسلاتر                           | یک بار قهرمان دبلیو دبلیو اف. یک بار قهرمان تگ تیم |
| ۲۰۰۶  | برت "ذ هیتمن" هارت            | استیو آوستین                     | 5بار قهرمان دبلیو دبلیو اف. دوبار قهرمان سنگین وزن دبلیو سی دبلیو. برنده رویال رامبل ۱۹۹۴. دوبار برنده "پادشاه رینگ"(۱۹۹۱ و ۱۹۹۳)                                                                              |
| ۲۰۰۶  | ادی گررو                      | کریس بنوآ ری میستریو و چاوو گررو | معرفی شده بعد از مرگ. ۱بار قهرمان دبلیو دبلیو ای. دوبار قهرمان آمریکا. دوبار قهرمان بین قاره‌ای |
| ۲۰۰۶  | "مین" جین اوکرلاند            | هالک هوگن                        | معرفی‌کننده و مصاحبه‌کننده دبلیو دبلیواف/ای، دبلیو سی دبلیو و ای دبلیو ای |
| ۲۰۰۶  | "سنسیشنال" شری                | تد دیبیاسی                       | یک بار قهرمان زنان. ۴بار قهرمان زنان ای دبلیو ای. مدیر سابق |
| ۲۰۶۰۶ | ورنی گیگن                     | گرگ گیگن                         | رئیس ای دبلیو ای. ۱۰ بار قهرمان سنگین وزن ای دبلیو ای. |
| ۲۰۰۶  | گمستر یو اس ای" تونی اطلس     | اس دی جونز                       | یک بار قهران تگ تیم. اولین آفریقایی آمریکایی قهرمانی تگ تیم با راکی جانسون |
| ۲۰۰۶  | ویلیام "ذ رفریجیریتر" پری     | جان سینا                         | عضوی از خارج از کشتی. در رسلیمینای ۲ در بتل رویال شرکت کرده |
| ۲۰۰۷  | داستی رودز                    | کودی و داستین رودز               | 3بار قهرمان سنگین وزن ان دبلیو ای. یک بار قهرمان سنگین وزن آمریکای ان دبلیو ای. |
| ۲۰۰۷  | کرت هنینگ                     | وید باگز                         | معرفی شده بعد از مرگ. یک بار قهرمان سنگین وزن ای دبلیو ای. دوبار قهرمان بین قاره‌ای. یک بار قهرمان سنگین وزن امریکا                                                                                             |
| ۲۰۰۷  | جری لاولر                     | ویلیام شاتنر                     | یک بار قهرمان سنگین وزن ای دبلیو ای. ۳۰ بار قهرمان سنگین وزن جنوبی. سه بار قهرمان سنگین وزن دبلیو سی دبلیو ای. مفسر راء                                                                                        |
| ۲۰۰۷  | آندرتیکر                      | پل بیرر                          | بزرگترین اسطوره و پر افتخارترین رسلر تاریخ کمپانی دبلیو دبلیو ای |
| ۲۰۰۷  | مستر فوجی                     | دان موراکو                       | ۵بار قهرمان تگ تیم. مدیر سابق |
| ۲۰۰۷  | شیخ                           | راب ون دام و سابو                | معرفی شده بعد از مرگ. دوبار قهرمان آمریکا. کسب بیش از ۲۰ قهرمانی محلی ان دبلیو ای. |
| ۲۰۰۷  | جیم راس                       | استیو آوستین                     | معرفی‌کننده دبلیو دبلیو اف/ای. |
| ۲۰۰۸  | ریک فلر                       | تریپل اچ                         | دوبار قهرمان دبلیو دبلیو اف. ۸بار قهرمان سنگین وزن دبلیو سی دبلیو. ۷بار قهرمان سنگین وزن ان دبلیو ای. ۱۷ بار قهرمان سنگین وزن دبلیو دبلیو ای. برنده رویال رامبل ۱۹۹۲. اولین کشتی‌گیر فعال که عضو تالار شهرت شد. |
| ۲۰۰۸  | پیتر مایویا                   | ذ راک                            | معرفی شده بعد از مرگ. کسب ۱۲ قهرمانی محلی ان دبلیو ای. |
| ۲۰۰۸  | راکی جانسون                   | ذ راک                            | یک بار قهرمان تگ تیم. اولین آفریقایی آمریکایی قهرمانی تگ تیم با تونی اطلس |
| ۲۰۰۸  | می یانگ                       | پت پترسون                        | اولین قهرمان زنان آمریکا. یک بار قهرمان تگ تیم زنان امریکا |
| ۲۰۰۸  | ادی گراهام                    | داستی رودز                       | معرفی شده بعد از مرگ. کسب ۳۰ قهرمانی محلی در ان دبلیو ای. |
| ۲۰۰۸  | گوردون سولی                   | جیم راس                          | معرفی شده بعد از مرگ. معرفی‌کننده سی دبلیو اف و دبلیو سی دبلیو. |
| ۲۰۰۹  | استون کلد استیو آوستین        | وینس مک من                       | ۶بار قهرمان دبلیو دبلیو اف. پادشاه رینگ ۱۹۹۶. ۳ بار برنده رویال رامبل (۱۹۹۷ و ۱۹۹۸ و ۲۰۰۱) |
| ۲۰۰۹  | ریکی استیمبوت                 | ریک فلر                          | یک بار قهرمان سنگین وزن ان دبلیو ای. ۳بار قهرمان سنگین وزن ان دبلیو ای. یک بار قهرمان بین قاره‌ای. |
| ۲۰۰۹  | بیل واتس                      | جیم راس                          | یک بار قهرمان تگ تیم آمریکا. کسب ۲۰ قهرمانی محلی |
| ۲۰۰۹  | هووارد فینکل                  | جین اوکرلاند                     | معرفی‌کننده از سال ۱۹۷۷. اولین فرد استخدام شده در دبلیو دبلیو ای در ۱۹۷۵ |
| ۲۰۰۹  | کوکو بی. ور                   | هانکی تانک من                    | کسب چندین قهرمانی محلی |
| ۲۰۱۰  | تد دیبیاسی                    | تد دیبیاسی جونیور و برت دیبیاسی  | ۴بار قهرمان سنگین وزن آمریکای شمالی. سه بار قهرمان تگ تیم. پادشاه رینگ ۱۹۸۸ |
| ۲۰۱۰  | آنتونیو النوکی                | استن هنسن                        | بنیان‌گذار کشتی در ژاپن. دوبار قهرمان نمایشی سنگین وزن. یک بار قهرمان سنگین وزن ای دبلیو جی پی |
| ۲۰۱۰  | وندی ریچتر                    | رودی پایپر                       | دوبار قهرمان زنان. یک بار قهرمان زنان ای دبلیو ای. دوبار قهرمان تگ تیم زنان. |
| ۲۰۱۰  | ماوریس وچون                   | پت پترسون                        | ۵بار قهرمان سنگین وزن ای دبلیو ای |
| ۲۰۱۰  | گورجس جورج                    | دیک بیر                          | معرفی شده بعد از مرگ. کسب مدل بوستونی قهرمانی سنگین وزن ای دبلیو ای. دارای نقش شخصیتی منفور و متکبر و جذاب. او به بنیان‌گذاری کشتی تلویزیونی در ۱۹۴۰ و ۱۹۵۰ معروف است.                                          |
| ۲۰۱۰  | استو هارت                     | برت هارت                         | معرفی شده بعد از مرگ. مدیر مدرسه کشتی و آموزش کشتی کیران متعدد از دبلیو دبلیو ای. |
| ۲۰۱۰  | باب یوکر                      | دیک ابرسول                       | عضوی از خارج از کشتی. مصاحبه‌کننده مهمان در رسلمینیای ۳ و ۴ |
| ۲۰۱۱  | شاون مایکلز                   | تریپل اچ                         | ۳بار قهرمان دبلیو دبلیو اف. یک بار قهرمان سنگین وزن. ۳بار قهرمان بین قاره‌ای. ۲بار برنده رویال رامبل (۱۹۹۵ و ۱۹۹۶) اولین کشتی گیرکه گرند اسلم کسب کرد.                                                          |
| ۲۰۱۱  | جیم دوگان                     | تد دیبیاسی                       | برنده اولین رویال رامبل (۱۹۸۸). یک بار قهرمان امریکا |
| ۲۰۱۱  | باب آرمسترانگ                 | اسکات و برد و برایان آرمسترانگ   | کسب چندین قهرمانی محلی ان دبلیو ای. |
| ۲۰۱۱  | سانی                          | دیواهای دبلیو دبلیو ای           | اولین دیوای دبلیو دبلیو ای |
| ۲۰۱۱  | درو کری                       | کین                              | عضوی از خارج از کشتی. شرکت‌کننده رویال رامبل ۲۰۰۱ |
| ۲۰۱۱  | عبدالله بوچر                  | تری فانک                         | اسطوره هاردکور. کسب چندین قهرمانی محلی |
| ۲۰۱۲  | اج                            | کریسشن                           | ۴بار قهرمان دبلیو دبلیو ای. رکورددار ۷بار قهرمانی سنگین وزن. برنده افتتاحیه مسابقه نردبان مانی این ذ بنک و رویال رامبل ۲۰۱۲. رکورددار کسب قهرمانی تگ تیم برای ۱۴ بار.                                          |
| ۲۰۱۲  | ران سیمونز                    | جان لیفیلد                       | اولین قهرمان سنگین وزن سیاه پوست. قهرمان سنگین وزن دبلیو سی دبلیو. ۳بار قهرمان تگ تیم دبلیو دبلیو اف/ای با لیفیلد                                                                                              |
| ۲۰۱۲  | یوکوزونا                      | جیمی و جی اوسو                   | معرفی شده بعد از مرگ. دوبار قهرمان دبلیو دبلیو اف. دوبار قهرمان تگ تیم. برنده رویال رامبل ۱۹۹۳ |
| ۲۰۱۲  | مایک تایسون                   | شاون مایکلز تریپل اچ             | عضوی از خارج از کشتی. داور ویژه رسلمینیای ۱۴. مجری مهمان راء در ۲۰۱۰ |
| ۲۰۱۲  | میل ماسکاراس                  | آلبرتو دلریو                     | اولین کشتی‌گیر دارای ماسک. |
| ۲۰۱۳  | میک فولی                      | تری فانک                         | سه بار قهرمان دبلیو دبلیو اف. ۸بار قهرمان تگ تیم. دوبار قهرمان تگ تیم ای سی دبلیو. یا بار قهرمان تگ تیم دبلیو سی دبلیو. اولین قهرمان هاردکور.                                                                  |
| ۲۰۱۳  | باب بکلاند                    | ماریا منونوس                     | دوبار قهرمان دبلیو دبلیو اف. یا بار قهرمان تگ تیم |
| ۲۰۱۳  | تریش استراتوس                 | استفانی مک من                    | 7بار قهرمان زنان. ۳بار "زیبای سال". دیوای دهه در دهمین سالگرد راء |
| ۲۰۱۳  | برونو سامارتینو               | آرنولد شوارتزنگر                 | دوبار قهرمان دبلیو دبلیو دبلیو اف که برای طولانی‌ترین قهرمانی پی در پی به مدت ۷ سال و بار دیگر ۱۱ سال رکورددار است.                                                                                             |
| ۲۰۱۳  | دونالد ترامپ                  | وینس مک من                       | عضوی از خارج از کشتی. مجری رسلمینیای ۴ و ۵. برنده "مبارزه میلیاردرها در رسلمینیای ۲۳ |
| ۲۰۱۳  | بوکر تی                       | استیوی ری                        | 5بار قهرمان دبلیو سی دبلیو. ۱بار قهرمان سنگین وزن. رکورددار ۱۱ بار قهرمانی تگ تیم دبلیو سی دبلیو. |
| ۲۰۱۴  | آلتیمیت واریار                | لیندا مک من                      | یک بار قهرمان دبلیو دبلیو اف. دوبار قهرمان بین قاره‌ای |
| ۲۰۱۴  | جیک رابرتز                    | دایمند دالاس پیج                 | ابداع گر حرکت دی دی تی. کسب چندین قهرمانی محلی |
| ۲۰۱۴  | لیتا                          | تریش استراتوس                    | ۴بار قهرمان زنان |
| ۲۰۱۴  | پاول بیرر                     | کین                              | معرفی شده بعد از مرگ. مدیری طولانی در دبلیو سی سی دبلیو و دبلیو دبلیو ای. |
| ۲۰۱۴  | کارلوس کولون                  | کارلیتو، ادی و اورنالدو کولون    | ۲۶ بار قهرمان سنگین وزن دبلیو دبلیو سی |
| ۲۰۱۴  | مستر تی                       | جین اوکرلاندو تی جونیور          | عضوی از خارج از کشتی. حضور در دو رسلمینیای اول و شرکت در دبلیو سی دبلیو |
| ۲۰۱۴  | اسکات هال                     | کوین نش                          | 4بار قهرمان بین قاره‌ای دبلیو دبلیو اف. ۲بار قهرمان سنگین وزن آمریکا. ۷بار قهرمان تگ تیم دبلیو سی دبلیو. برنده جنگ جهانی ۳ در سال ۱۹۹۷                                                                          |

### تیم‌ها و خانواده‌ها
| سال  | تیم | معرفی شده توسط           | توضیحات |
| ---- | --- | ------------------------ | --- |
| ۱۹۹۶ | برادران ولینت | بریتیش بولداگ و اون هارت | یک بار قهرمان تگ تیم، اولین تیم عضو تالار شهرت. |
| ۱۹۹۶ | جیمی ولینت - ۴بار قهرمان تلویزیونی ان دبلیو ای جانی ولینت |                          | |
| ۲۰۰۶ | بلک جک‌ها | بابی هینان               | یک بار قهرمان تگ تیم. |
| ۲۰۰۶ | بلک جک مولیگان ۳بار قهرمان سنگین وزن آمریکا. یک بار قهرمان تگ تیم ان دبلیو ای. بلک جک لانزا یک بار قهرمان تگ تیم ای دبلیو ای. |                          | |
| ۲۰۰۷ | ساموآیی‌های وحشی | سامو آنوآی و مت آنوآی    | سه بار قهرمان تگ تیم دبلیو دبلیو اف. |
| ۲۰۰۷ | آفا سیکا |                          | |
| ۲۰۰۸ | برادران بریسکو | جان لیفیلد               | ۳بار قهرمان تگ تیم ان دبلیو ای. کسب ۱۲ قهرمانی محلی تگ تیم.                                                                                         |
| ۲۰۰۸ | جک بریسکو - دو بار قهرمان سنگین وزن ان دبلیو ای. جرالد بریسکو (یک بار قهرمان سنگین وزن ان دبلیو ای. |                          | |
| ۲۰۰۹ | فانک‌ها | داستی رودز               | کسب چندین قهرمانی تگ تیم از جمله تگ تیم ملی ان دبلیو ای برای ۳بار.                                                                                  |
| ۲۰۰۹ | تری فانک - ۱بار قهرمان سنگین وزن ان دبلیو ای. ۲بار قهرمان سنگین وزن ای سی دبلیو. ۱بار قهرمان تگ تیم. دوری فانک جونیور - ۱بار قهرمان سنگین وزن ان دبلیو ای. |                          | |
| ۲۰۰۹ | خانواده ون اریک | مایکل هَیِز                | خانواده‌ای کشتی‌گیر که سال‌ها در دبلیو سی سی دبلیو فعالیت داشت. این خانواده قهرمانی‌های متعدد محلی ان بلیو ای و تگ تیم‌های دبلیو سی سی دبلیو را کسب کرد. |
| ۲۰۰۹ | فریتز ون اریک معرفی شده بعد از مرگ. بنیان‌گذار دبلیو سی سی دبلیو. ۱بار قهرمان سنگین وزن ای دبلیو ای و۱۶ بار قهرمان سنگین وزن ان دبلیو ای. کوین ون اریک ۶بار قهرمان سنگین وزن. دیوید ون اریک معرفی ده بعد از مرگ. ۸بار قهرمان سنگین وزن تگزاس. کری ون اریک معرفی شده بعد از مرگ. ۱بار قهرمان سنگین وزن ان دبلیو ای. ۹بار قهرمان سنگین وزن آمریکا. مایک ون اریک معرفی شده بعد از مرگ. ۱بار قهرمان سنگین وزن آمریکا. کریس ون اریک معرفی شده بعد از مرگ. کارهای متعددی در شت صحنه دبلیو سی سی دبلیو انجام می‌داد. |                          | |
| ۲۰۱۱ | رود واریار ها/گروه سرنوشت بد | داستی رودز               | ۲بار قهرمان تگ تیم. ۱بار قهرمان تگ تیم ای دبلیو ای. ۱بار قهرمان تگ تیم ان دبلیو ای. ۱بار قهرمان تگ تیم جهانی ان دبلیو ای.                           |
| ۲۰۱۱ | رود واریار شاهین (معرفی شده بعد از مرگ. ۲بار قهرمان تگ تیم (بدون حیوان) رود واریار حیوان یک بار قهرمان تگ تیم (بدون شاهین) پاول الرینگ باارزش - مدیری طولانی در ای دبلیو ای، ان دبلیو ای و دبلیو دبلیو اف. مدیر بیشتر مسیر ورزشی رود واریارها.> |                          | |
| ۲۰۱۲ | چهار سوارکار | داستی رودز               | یکی از بهترین گروه‌های دهه ۱۹۸۰. در سال ۱۹۸۸ هر ۴ عضو سه قهرمانی برتر ان دبلیو ای را صاحب بودند. (جهانی، آمریکا و تگ تیم)                            |
| ۲۰۱۲ | ریک فلر اولین کسی که دو بار عضو تالار شد. قبلاً در ۲۰۰۸ به‌طور انفرادی. بَری ویندهام - ۱بار قهرمان سنگین وزن. ۱بار قهرمان سنگین وزن آمریکا. ۴بار قهرمان تگ تیم. دو بار قهرمان تگ تیم دبلیو دبلیو اف. آرن اندرسون ۴بار قهرمان تلویزیونی. ۵بار قهرمان تگ تیم. ۱بار قهرمان تگ تیم دبلیو دبلیو اف. تولی بلندچارد ۱بار قهرمان سنگین وزن آمریکا. ۲بار قهرمان تگ تیم. ۱بار قهرمان تگ تیم دبلیو دبلیو اف. جیمز جی.دیلونمدیری طولانی در ان دبلیو ای. مدیر نمایشی دبلیو سی دبلیو.                                        |                          | |